# L'idea fissa
L'idea fissa è un film collettivo a episodi del 1964 diretto da Gianni Puccini e Mino Guerrini.
Prodotto dalla Panda - Società per l'Industria Cinematografica, è stato distribuito in USA in versione sottotitolato soltanto nel 1966 con il titolo Love and Marriage dalla Embassy Pictures Corporation. Sul mercato cinematografico argentino è stato vietato ai minori dei 18 anni. Su quello tedesco è stato distribuito nel 1965 con il titolo Wenn das die Männer wüssten in una versione tagliata della durata di 99'.
Girato in bianco e nero, è un film di genere (commedia erotica all'italiana) e si basa su quattro episodi che trattano il tema dell'erotismo, del sesso e dell'adulterio in chiave comica: La prima notte e Sabato 18 luglio, firmati da Puccini; e Basta un attimo e L'ultima carta, diretti da Guerrini.

## Trama

### La prima notte
Un uomo "presta" la moglie in cambio di un assegno.

### Sabato 18 luglio
Una moglie riesce a tradire un marito molto sospettoso.

### Basta un attimo
Un uomo scopre che la moglie è tutt'altro che fedele come credeva.

### L'ultima carta
Una coppia, per non rinunciare agli agi, si prostituisce.

## Accoglienza

### Critica
Secondo Il Morandini (edizione 2010, Zanichelli), il film basa i suoi contenuti su "battute salaci e tette al vento". È uno dei sedici film a episodi (trascurando quattro produzioni minori) girati in Italia nel solo 1964.
«vorrebbe metter (vanamente) alla berlina costumi e valori» * 